# 시지위

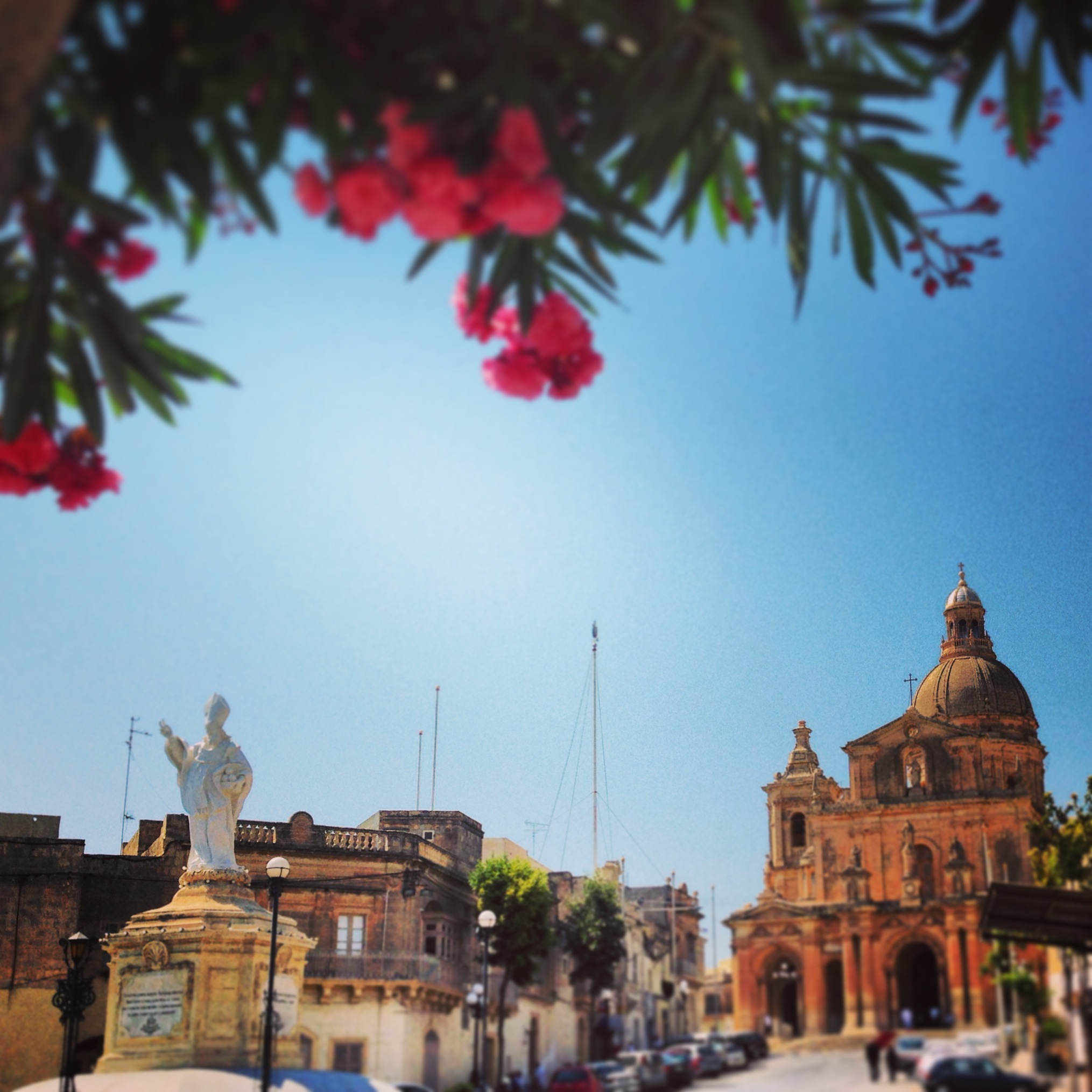
시지위

시지위의 위치

시지위(몰타어: Siġġiewi)는 몰타 남서부에 위치한 도시로 면적은 19.9km2, 인구는 8,099명(2011년 3월 기준), 인구 밀도는 410명/km2이다. 수도 발레타에서 10km 정도 떨어진 곳에 위치하며 므디나와 가까운 편이다.

시기
시 문장